# Neujahrskonzert der Wiener Philharmoniker 2021
Das Neujahrskonzert der Wiener Philharmoniker 2021 war das 81. Neujahrskonzert der Wiener Philharmoniker und fand am 1. Jänner 2021 aufgrund der COVID-19-Pandemie ohne Saalpublikum im Wiener Musikverein statt. Am Dirigentenpult stand zum sechsten Mal Riccardo Muti, der das Konzert zuvor in den Jahren 1993, 1997, 2000, 2004 und 2018 geleitet hatte.

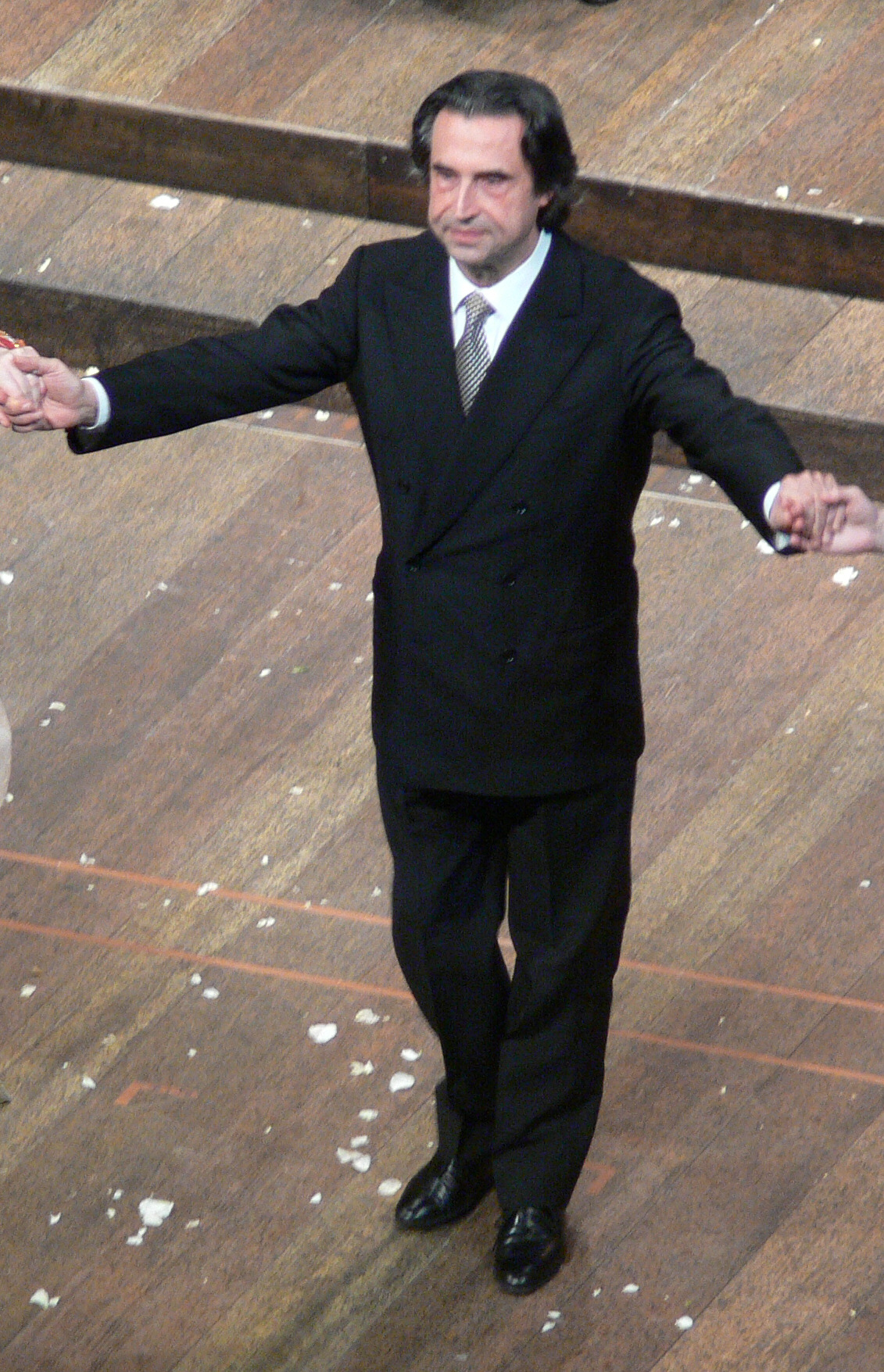
Riccardo Muti (2008)

## Besonderheiten

### Änderungen aufgrund der COVID-19-Pandemie
Im September 2020 gaben die Wiener Philharmoniker bekannt, dass das Konzert trotz der COVID-19-Pandemie stattfinden soll. Die Veranstalter entwickelten dazu ein Sicherheitskonzept, das etwa Antigen-Schnelltests, reduzierte Besucherzahlen, das Tragen von Mund-Nasen-Schutz (MNS) während des gesamten Konzerts und das Einhalten von Mindestabständen vorsah. Aufgrund von Reisewarnungen retournierten einige Gäste aus dem Ausland ihre Karten. Philharmoniker-Vorstand Daniel Froschauer teilte im November 2020 mit, dass das Konzert notfalls ohne Saalpublikum stattfinden werde. Kulturminister Werner Kogler ging Ende November 2020 davon aus, dass das Konzert ohne Publikum stattfinden werde.
Am 2. Dezember 2020 entschied die österreichische Bundesregierung aufgrund der weiterhin hohen Infektionszahlen, dass bis 6./7. Jänner 2021 keine Konzerte vor Publikum stattfinden dürfen. In Kooperation mit dem Grazer Unternehmen Poet Audio wurde eine Plattform aufgesetzt, mittels derer registrierte Zuschauer ihren Applaus am Ende beider Konzertteile live abgeben konnten. Dieser wurde durch zwanzig Lautsprecher in den Goldenen Saal des Musikvereins eingespielt. Außerdem konnten Interessierte vorab ein Foto ihrer Begeisterung hochladen, eine Auswahl der besten Aufnahmen wurde vom ORF während des Applauses eingeblendet. Die Anzahl der Applaudierenden wurde auf 7000 Personen beschränkt. Erwogen, aber letztlich verworfen wurde auch der Vorschlag, den Radetzky-Marsch zu streichen und das Programm mit dem Donauwalzer zu beenden.

### Ballett

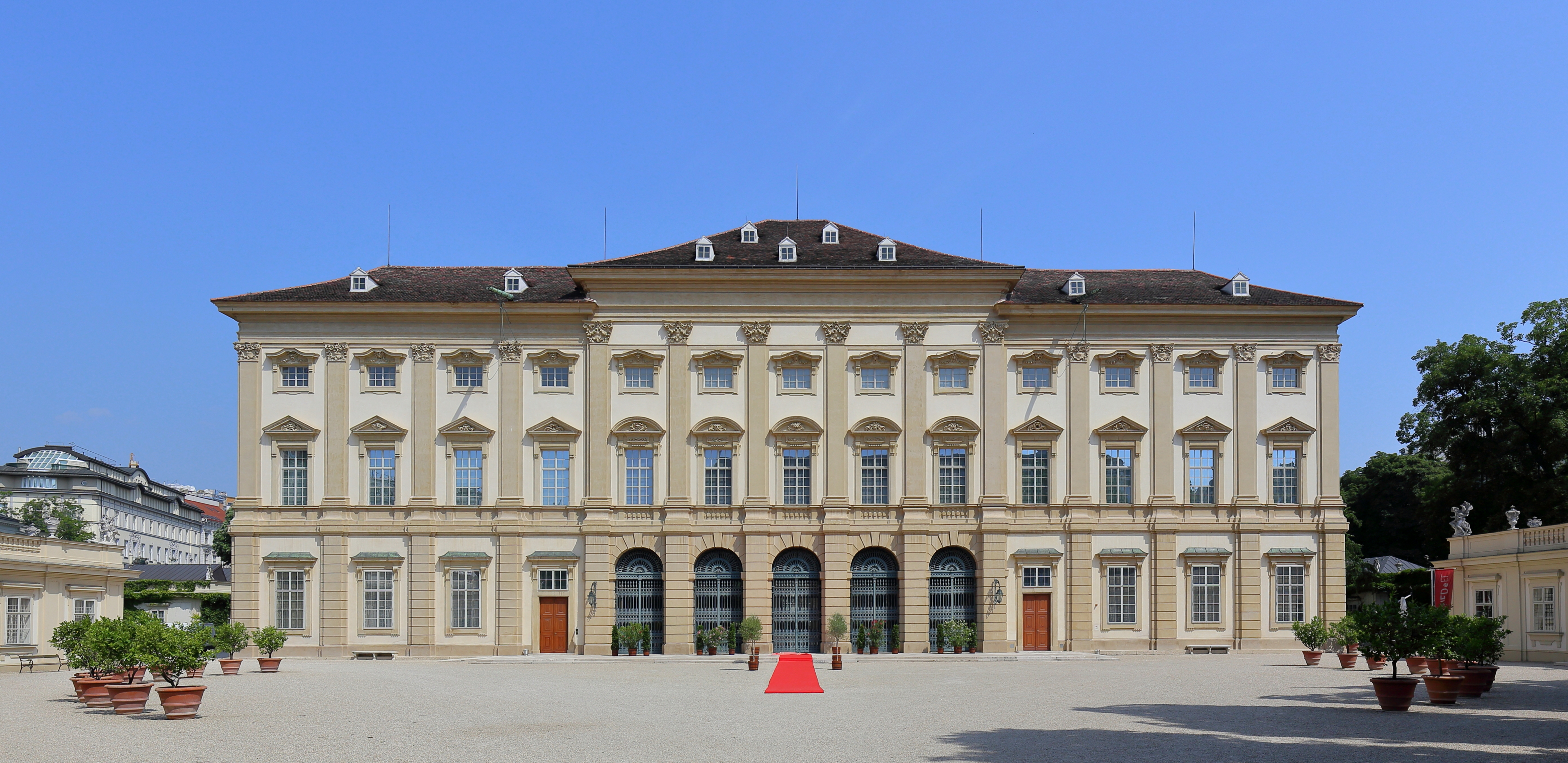
Einer der Drehorte: das Gartenpalais Liechtenstein

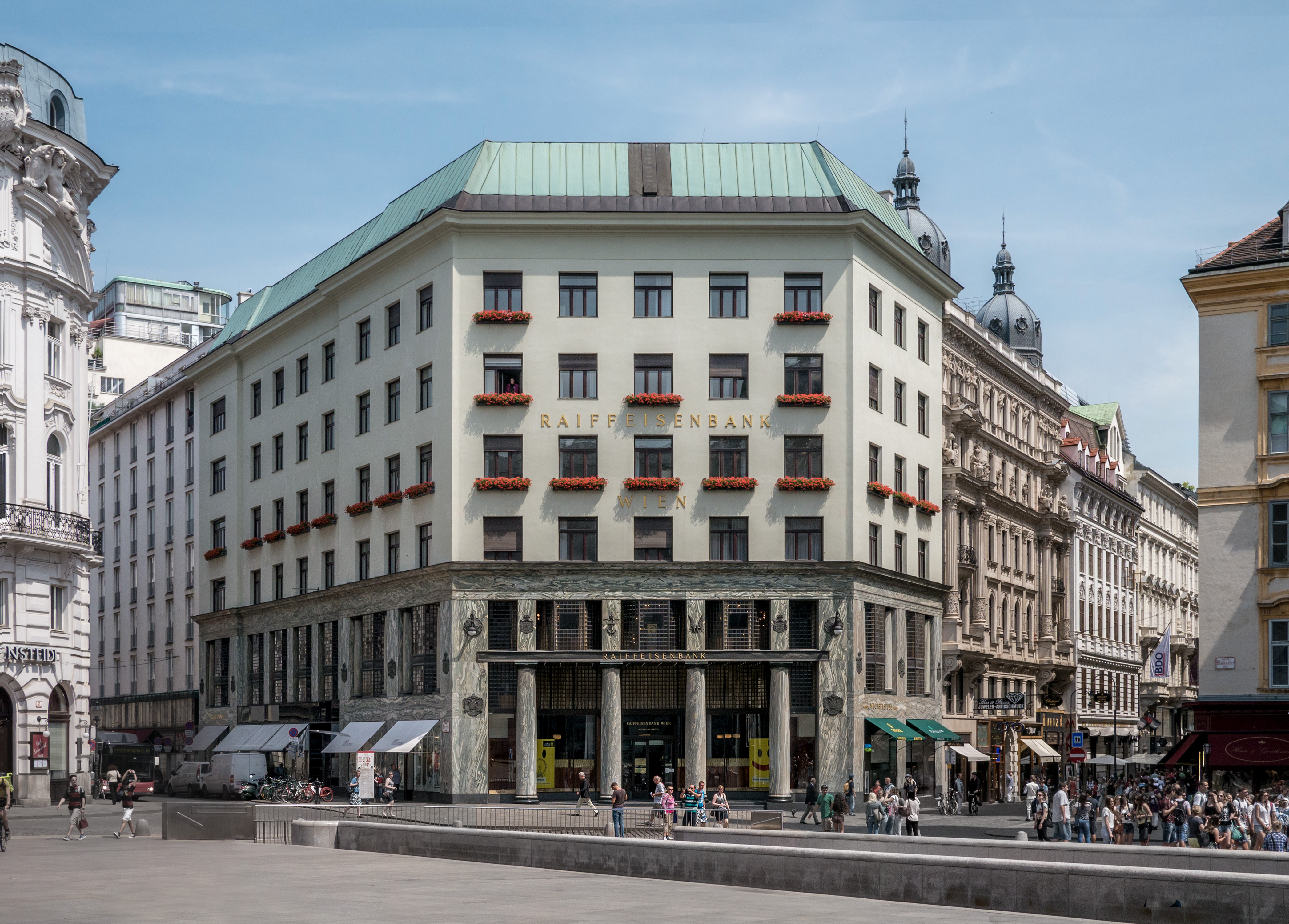
Einer der Drehorte: das Looshaus

Die beiden Balletteinlagen mit zehn Solistinnen und Solisten des Wiener Staatsballetts wurden Ende August 2020 unter der Regie von Henning Kasten in den Räumen und Anlagen des Gartenpalais Liechtenstein sowie im Looshaus anlässlich des 150. Geburtstages des Architekten Adolf Loos gedreht.
Für die Choreografie zeichnete wie im Vorjahr der spanische Choreograf José Carlos Martínez verantwortlich. Die Kostüme wurden zum dritten Mal nach 1998 und 2000 von Christian Lacroix entworfen.
Von Alice Firenze, Sveva Gargiulo, Ketevan Papava und Davide Dato wurde im Looshaus zur Margherita-Polka von Josef Strauss getanzt, die erstmals bei einem Neujahrskonzert aufgeführt wurde. Zum Walzer Frühlingsstimmen tanzten die vier Paare Liudmila Konovalova und Denys Cherevychko, Ketevan Papava und Roman Lazik, Alice Firenze und Masayu Kimoto sowie Eszter Ledán und Zsolt Török in den Räumen und Anlagen des Gartenpalais Liechtenstein.

### Sonstiges
Zum Walzer Schallwellen wurden Aufnahmen aus dem Technischen Museum Wien und dem Wiener Phonomuseum gezeigt, zum Walzer Bad'ner Mad'ln Aufnahmen aus Baden, etwa von der Sommerarena, dem Stadttheater, dem Kurpark mit der Karl-Komzák-Allee, dem Lanner-und-Strauß-Denkmal und dem Mozart- und Beethoventempel sowie dem Beethovenhaus sowie zum Kaiser-Walzer Aufnahmen von der Hofburg und den darin befindlichen Kaiserappartements, dem Sisi-Museum und der Silberkammer.
Als Kuriosum wurden die Polka schnell Ohne Sorgen mit Josef Strauss Sohn (im Youtube-Link ca. min 21:08) und der Walzer Grubenlichter mit Carl Zeller Sohn (im Youtube-Link ca. min 23:10) auf der Bildtafel ausgewiesen, in beiden Fällen ist die Bezeichnung Sohn unzutreffend.

## Programm
Das Programm wurde am 30. November 2020 bekanntgegeben.

### 1. Teil
- Franz von Suppè: Fatinitza-Marsch
- Johann Strauss (Sohn): Schallwellen, Walzer, op. 148
- Johann Strauss (Sohn): Niko-Polka, op. 228
- Josef Strauss: Ohne Sorgen, Polka schnell, op. 271
- Carl Zeller: Grubenlichter, Walzer
- Carl Millöcker: In Saus und Braus, Galopp

### 2. Teil
- Franz von Suppè: Dichter und Bauer, Ouvertüre
- Karl Komzák: Bad'ner Mad'ln, Walzer, op. 257
- Josef Strauss: Margherita-Polka, op. 244
- Johann Strauss (Vater): Venetianer-Galopp, op. 74
- Johann Strauss (Sohn): Frühlingsstimmen, Walzer, op. 410
- Johann Strauss (Sohn): Im Krapfenwaldl, Polka française, op. 336
- Johann Strauss (Sohn): Neue Melodien-Quadrille, op. 254
- Johann Strauss (Sohn): Kaiser-Walzer, op. 437
- Johann Strauss (Sohn): Stürmisch in Lieb’ und Tanz, Polka schnell, op. 393

### Zugaben
- Johann Strauss (Sohn): Furioso-Polka, op. 260*
- Johann Strauss (Sohn): An der schönen blauen Donau, Walzer, op. 314
- Johann Strauss (Vater): Radetzky-Marsch, op. 228

*Die Furioso-Polka wurde als Furioso-Polka quasi Galopp durch den Verlag Carl Haslinger qm. Tobias, Wien, 1862 herausgegeben. Sie wird jedoch so, d. h. nur als Polka, im Programm der Wiener Philharmoniker bezeichnet, dies wurde übernommen.

## Besetzung (Auswahl)
- Riccardo Muti, Dirigent
- Wiener Philharmoniker
- Daniel Froschauer, Violine
- Charlotte Balzereit, Harfe
- Karin Bonelli, Flöte
- Matthias Schorn, Andrea Götsch, Klarinette

Das Neujahrskonzert 2021 wurde von 73 Musikern gespielt, davon waren 12 Frauen – eine Harfenistin, eine Cellistin, eine Bratschistin, eine Flötistin, eine Klarinettistin, sechs 1. Violinistinnen und eine 2. Violinistin.

## Pausenfilm

### Allgemeines

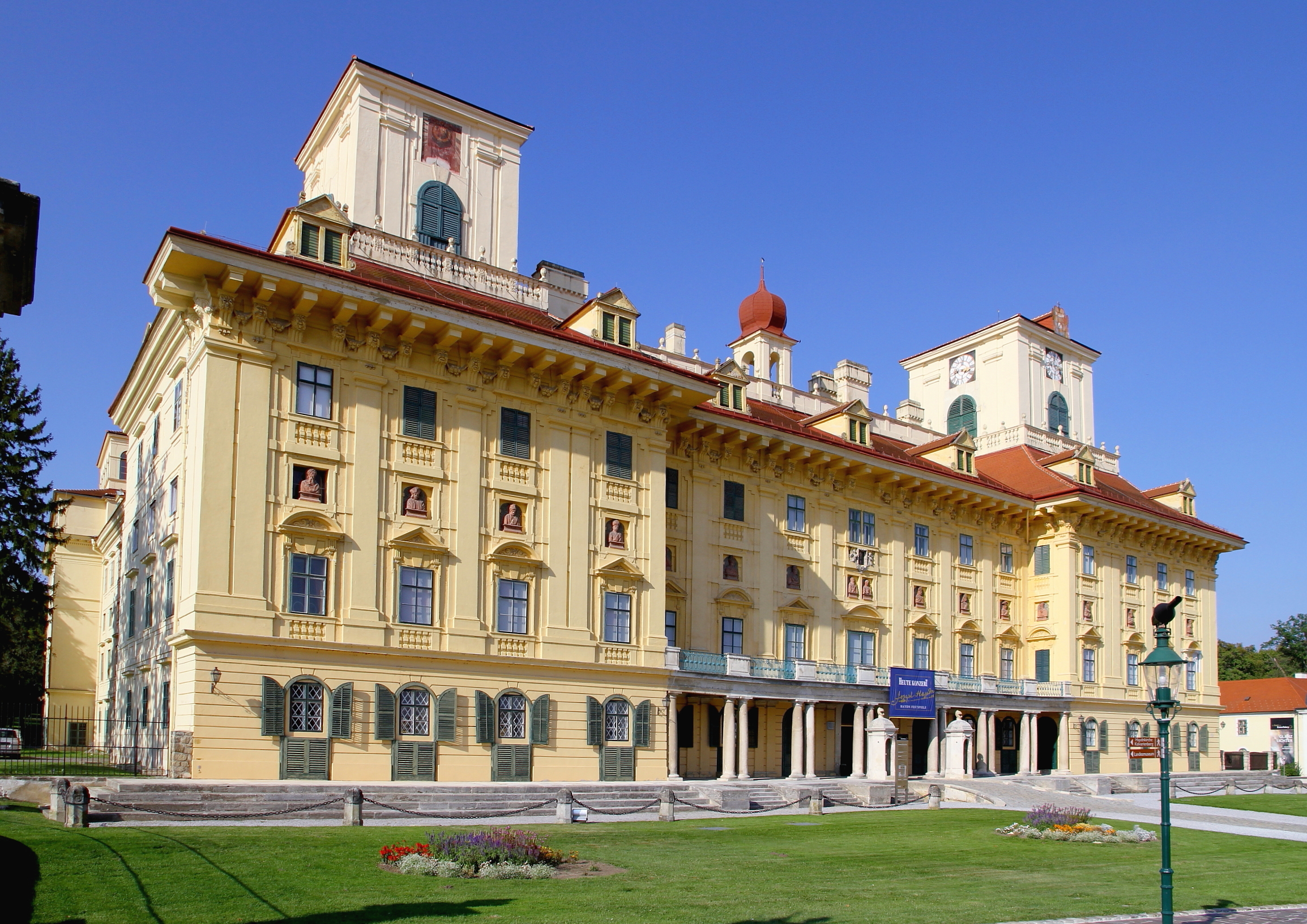
Einer der Drehorte: Schloss Esterházy

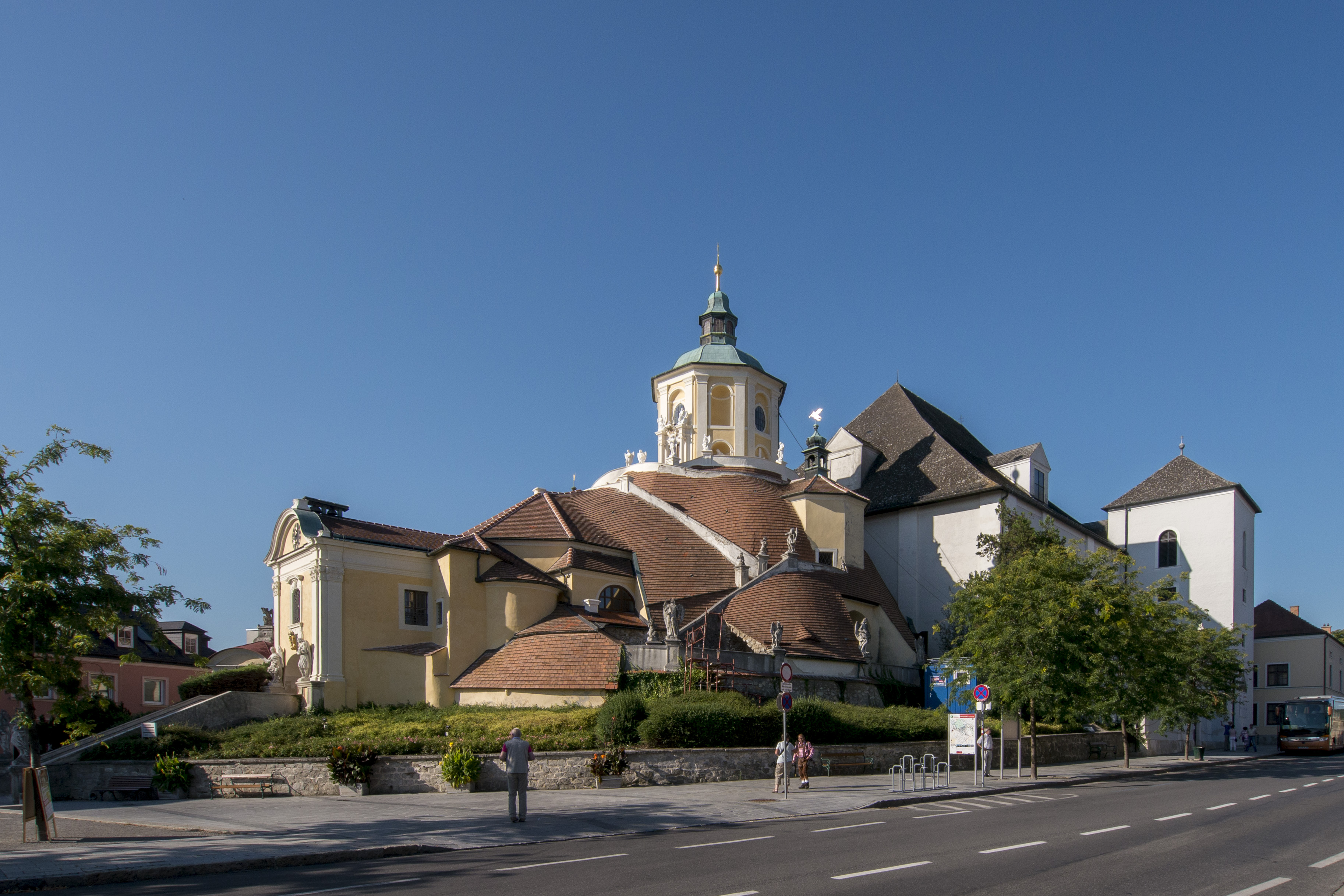
Die Bergkirche in Eisenstadt

Der Pausenfilm mit dem Titel Happy Birthday, Burgenland! 1921–2021 wurde von Felix Breisach gestaltet. Neben historischen Aspekten standen Musiker und Komponisten wie Franz Liszt und Joseph Haydn im Mittelpunkt.
Am 21. Dezember 2020 wurde der Film von Alexander Wrabetz, Hans Peter Doskozil, Daniel Froschauer und Felix Breisach im Rahmen einer von Martin Traxl moderierten virtuellen Pressekonferenz präsentiert. Der Film erzählt die Grenzziehung nach dem Ersten Weltkrieg durch die Amerikaner. Der US-amerikanische Geograf Major Lawrence Martin wurde von Oliver Liebl verkörpert. Martins Studien über die Bevölkerungs- und Wirtschaftsstruktur Deutsch-Westungarns lieferten die Grundlage für die Grenzziehung.
Im Film ist die für das 100-Jahr-Jubiläum von Johann Hausl komponierte Burgenland-Fanfare zu hören. 33 Mitglieder der Wiener Philharmoniker wirkten in verschiedenen Ensembles mit. Die Dreharbeiten fanden im Sommer und Herbst 2020 statt. Drehorte waren unter anderem das Haydn-Haus Eisenstadt, Schloss Esterházy, die Bergkirche, Burg Lockenhaus, Schloss Tabor, die Burgruine Landsee, die Weingärten von Csaterberg (Kohfidisch), das Franz-Liszt-Geburtshaus, Rust sowie der Neusiedler See.

### Musik
- Tibor Kováč: Pannonian Mirage nach Melodien von B. Bartók, L. Weiner, J. Brahms und Kálmán
  - Tibor Kováč, Lara Kusztric (Violine)
  - Holger Tautscher-Groh (Viola)
  - Iztok Hrastnik (Kontrabass)
  - Christopher Hinterhuber (Klavier)
- Georg Breinschmid: Wien bleibt Krk
  - Tibor Kováč, Lara Kusztrich (Violine)
  - Holger Tautscher-Groh (Viola)
  - Iztok Hrastnik (Kontrabass)
- Joseph Haydn: Streichquartett in C-Dur op. 76, Nr. 3 Hob. III:77 – Poco Adagio. Cantabile
  - Christoph Koncz, Adela Frasineanu (Violine)
  - Tilman Kühn (Viola)
  - Sebastian Bru (Violoncello)
- Franz Liszt: Ungarische Rhapsodie Nr. 9 „Pester Karneval“
  - Gerald Schubert (Violine)
  - Bernhard Naoki Hedenborg (Violoncello)
  - Hemma Tuppy (Klavier)
- Karl Goldmark: Streichquartett op. 8, 3. Satz „Allegro vivace“
  - Katharina Engelbrecht, Martin Kubik (Violine)
  - Thomas Hajek (Viola)
  - Wolfgang Härtel (Violoncello)
- Ján L. Bella: Streichquartett in e-Moll „Intermezzo alla zingara“
  - Daniel Froschauer, Marian Leško (Violine)
  - Michael Strasser (Viola)
  - Csaba Bornemisza (Violoncello)
- Johann Hausl: Fanfare „100 Jahre Burgenland“
  - Hans Peter Schuh, Stefan Haimel, Gerhard Berndl, Daniel Neuman (Trompete)
  - Ronald Janezic, Sebastian Mayr, Wolfgang Vladár, Lars M. Stransky (Horn)
  - Enzo Turriziani, Johannes Ettlinger, Johann Ströcker (Posaune)
  - Paul Halwax (Tuba)
  - Johannes Schneider (Pauken)

## Übertragung
Für die 63. ORF-Übertragung zeichnete zum dritten Mal Henning Kasten verantwortlich, zum Einsatz kamen siebzehn Kameras. Die Moderation für den ORF übernahm wie in den Vorjahren Barbara Rett.
In Österreich sahen bis zu 1.265.000 und durchschnittlich 1.157.000 Musikinteressierte zu, was einem Marktanteil von 54 Prozent entsprach. Den ersten Teil verfolgten im Schnitt 982.000 Zuschauer, den zweiten Teil 1.196.000. Der Pausenfilm erreichte 1.157.000 Seher. Die ORF-Übertragung wurde in insgesamt 92 Ländern gezeigt.
Im Rahmen der Romyverleihung 2021 wurde das Konzert als TV-Moment des Jahres ausgezeichnet.

## Aufnahmen
Die Audio-Doppel-CD dieses Konzertes wurde am 15. Jänner 2021 veröffentlicht und zählt in Österreich zu den meistverkauften Alben des Jahres 2021. DVD und Blu Ray-Disc erschienen am 29. Jänner 2021.